# Ґудйон Самуельссон
Ґудйон Самуельссон (ісл. Guðjón Samúelsson; 16 квітня 1887 — 25 квітня 1950, Рейк'явік) — державний архітектор Ісландії та перший ісландець, котрий отримав освіту в галузі архітектури. Його називають одним із найвпливовіших архітекторів Ісландії. Відомі проєкти Самуельссона — головна будівля Університету Ісландії, Національний театр Ісландії, римо-католицький собор Ландакот у Рейк'явіку та церква в Акурейрі. Його останньою і найбільш визнаною роботою є церква Гатльґрімскірк'я, що була введена в експлуатацію в 1937 році.

## Життєпис
Про його молодість відомо небагато. Закінчив навчання в 1919 році.
Ісландський архітектор Петур Арманнссон описує його як домінуючу фігуру в ісландській архітектурі 1920-х років. Протягом цього часу Самуельссону було доручено спланувати основні будівлі, побудовані ісландською державою. Він відіграв ключову роль у міському плануванні Рейк'явіка, оскільки це був період урбанізації та модернізації Ісландії.
Самуельссон намагався створити ісландський стиль архітектури. Багато його проєктів були натхненні природною геологією Ісландії. Наприклад, дизайн Гатльґрімскірк'ї, розроблений Ґудйоном, був натхненний базальтовими колонами, такими як у Свартіфоссі. Він охарактеризував свій проєкт головної будівлі Університету Ісландії як виразний і новий ісландський стиль, який, на його думку, сприятиме відродженню Ісландської Співдружності. Коли британці окупували Ісландію в 1940 році, то британське командування вирішило не захоплювати головну будівлю Університету Ісландії, оскільки вважало її надто красивою.
Його архітектура для сільської місцевості, наприклад шкільний будинок Герадссколінн, була натхненна ісландськими будинками з дерну. Спроби відродити будинки в стилі дернових будинків у сільській місцевості, припинилися в 1930-х роках, оскільки ці будівлі не вважалися ані економічно ефективними, ані корисними. Наприклад, проєктуючи шкільний будинок у Рейкгольті, Ґудйон Самуельссон, вже не використовував стиль будинків з дерну.
Багато проєктів ісландських церков, створених під впливом проєктів Ґудйона Самуельссона, поєднують натуралізм із модернізмом.
Ретроспективна виставка робіт архітектора відбулася в Гафнарборзі в Гапнарф'єрдюрі в 2019—2020 роках, до сторіччя завершення його студій з архітектури (1919) і призначення державним архітектором (1920).

## Інші проєкти
- Басейн Сундголлін,[5]
- Регіональний музей Копаскер,
- Будівля, що стоїть на розі Аустустрайті / Постгусстрайті в Рейк'явіку, побудована в 1916—1917 роках, перша велика будівля в Ісландії, що поєднує в собі риси модерну і данського романтизму, прикрашена скульптурами Ейнара Йонсона,[6]
- Ландспіталінн,[6]
- Готель Борґ у Рейк'явіку,[6]
- школа Герадссколінн у Лаугарватні.

Найвідоміші реалізовані проєкти Ґудйона Самуельссона
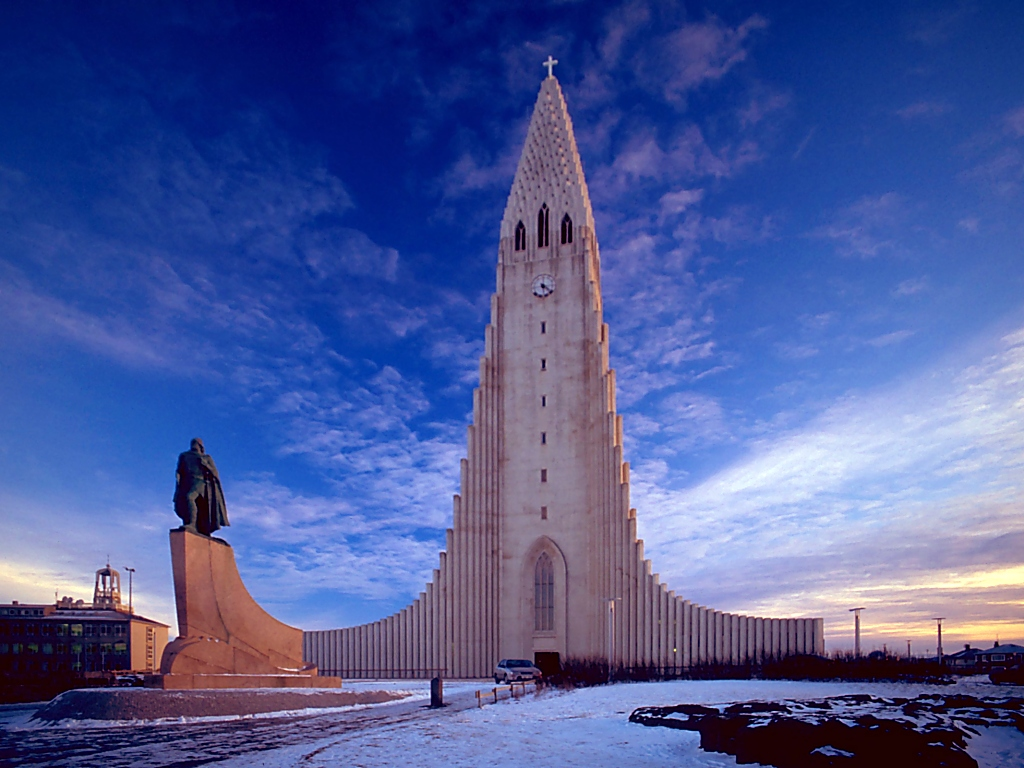
Гатльґрімскірк'я в Рейк'явіку
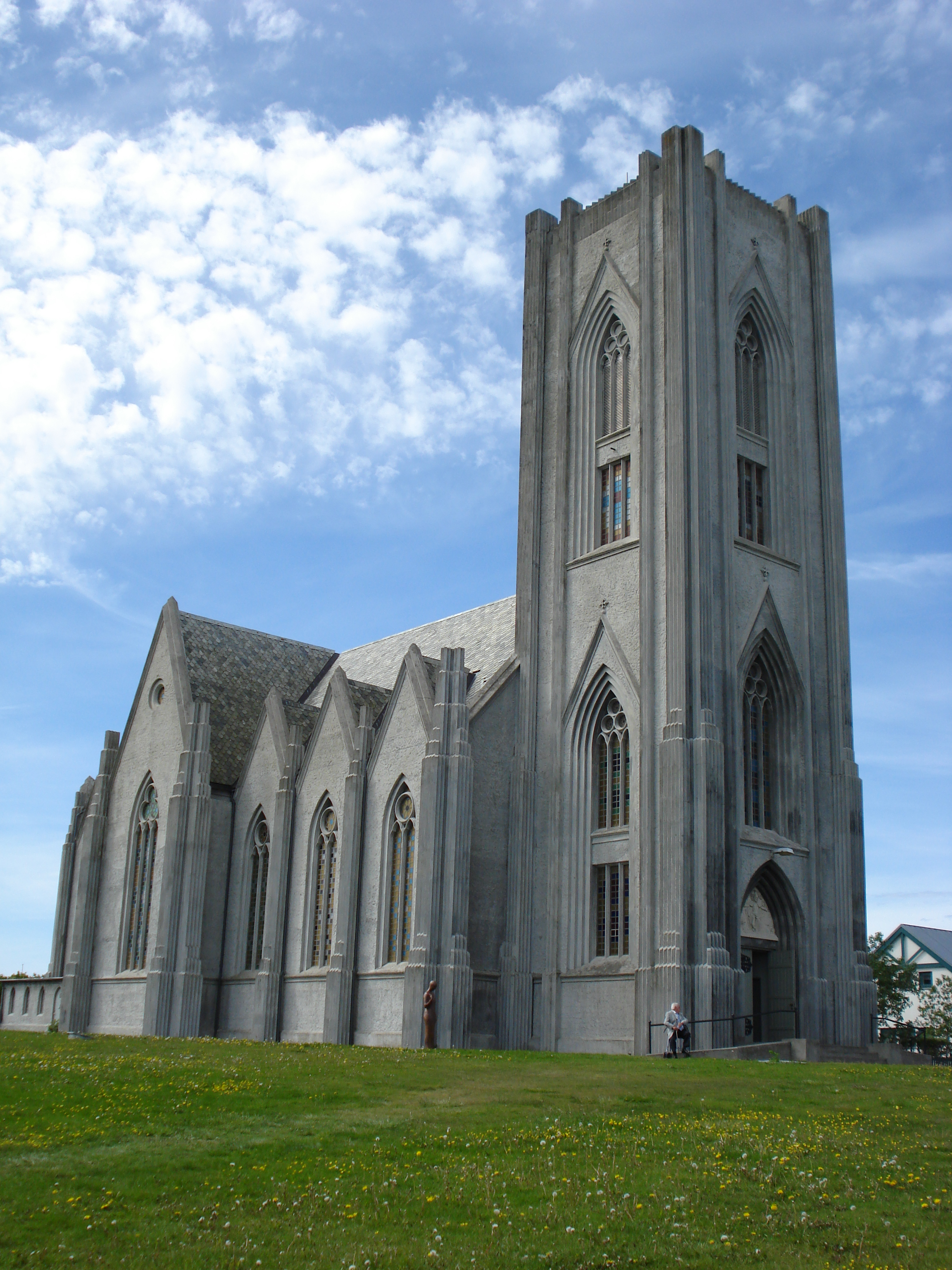
Ландакотскір'я в Рейк'явіку
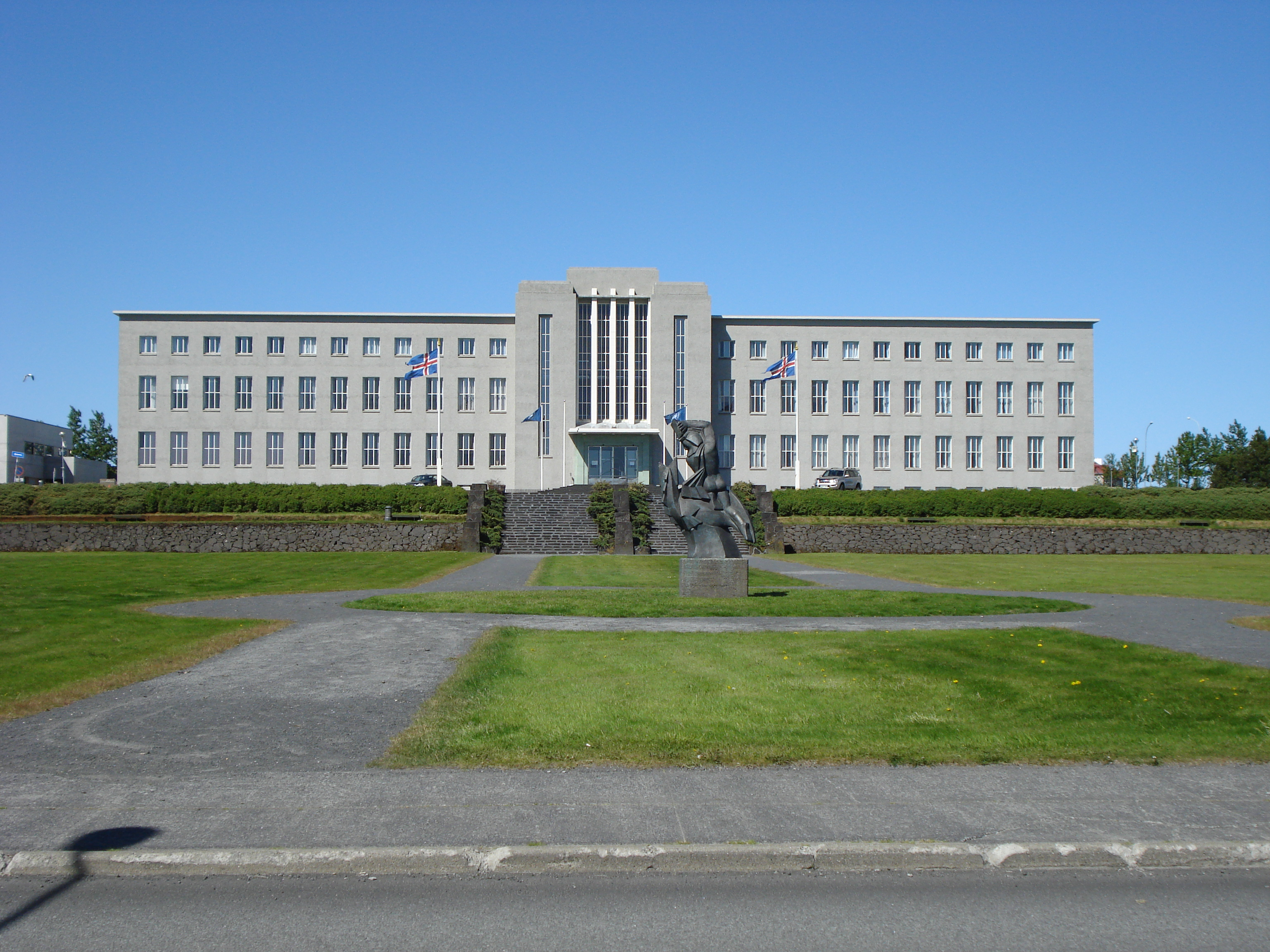
Університет Ісландії
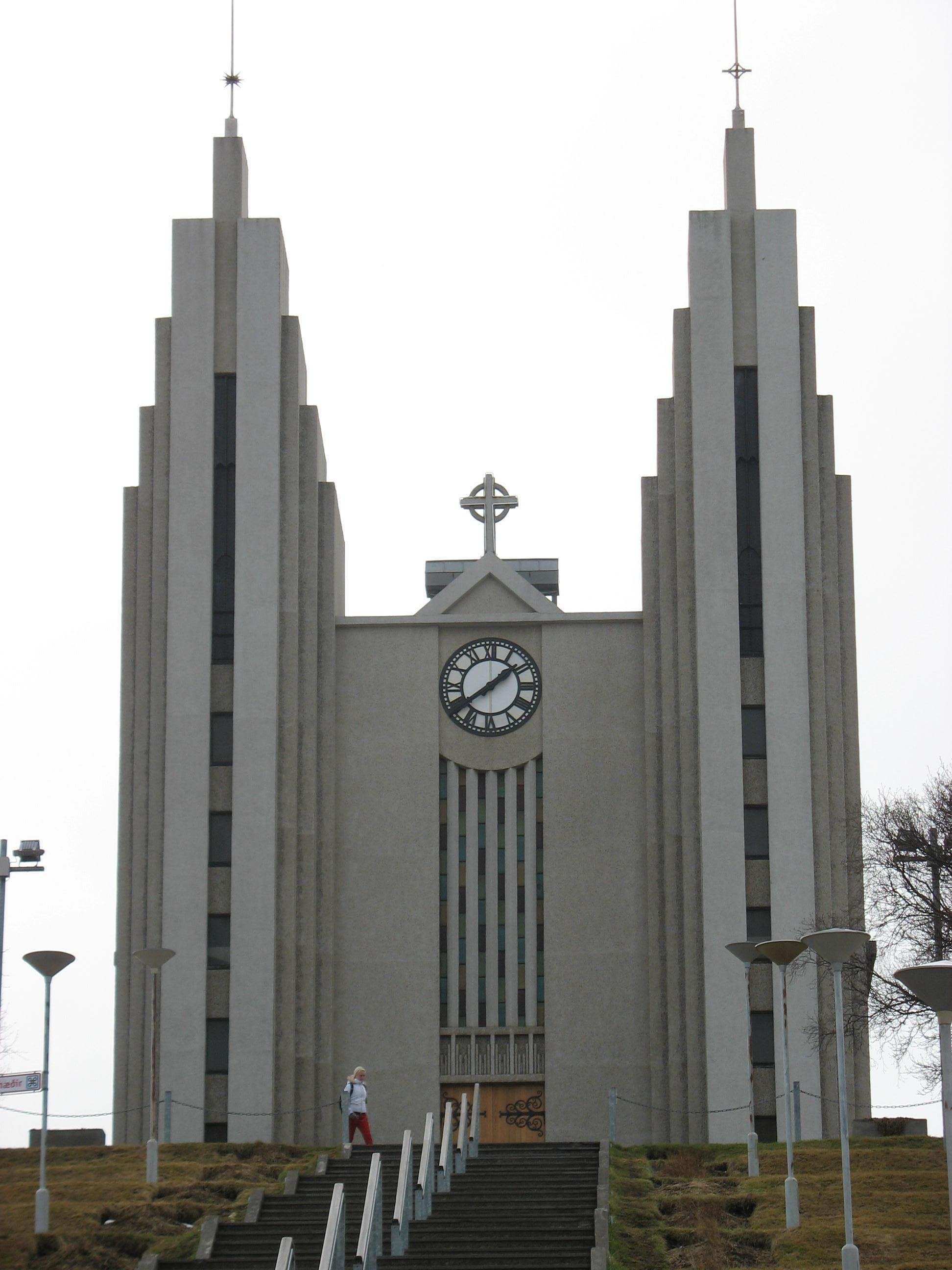
Акурейраркір'я в Акурейрі
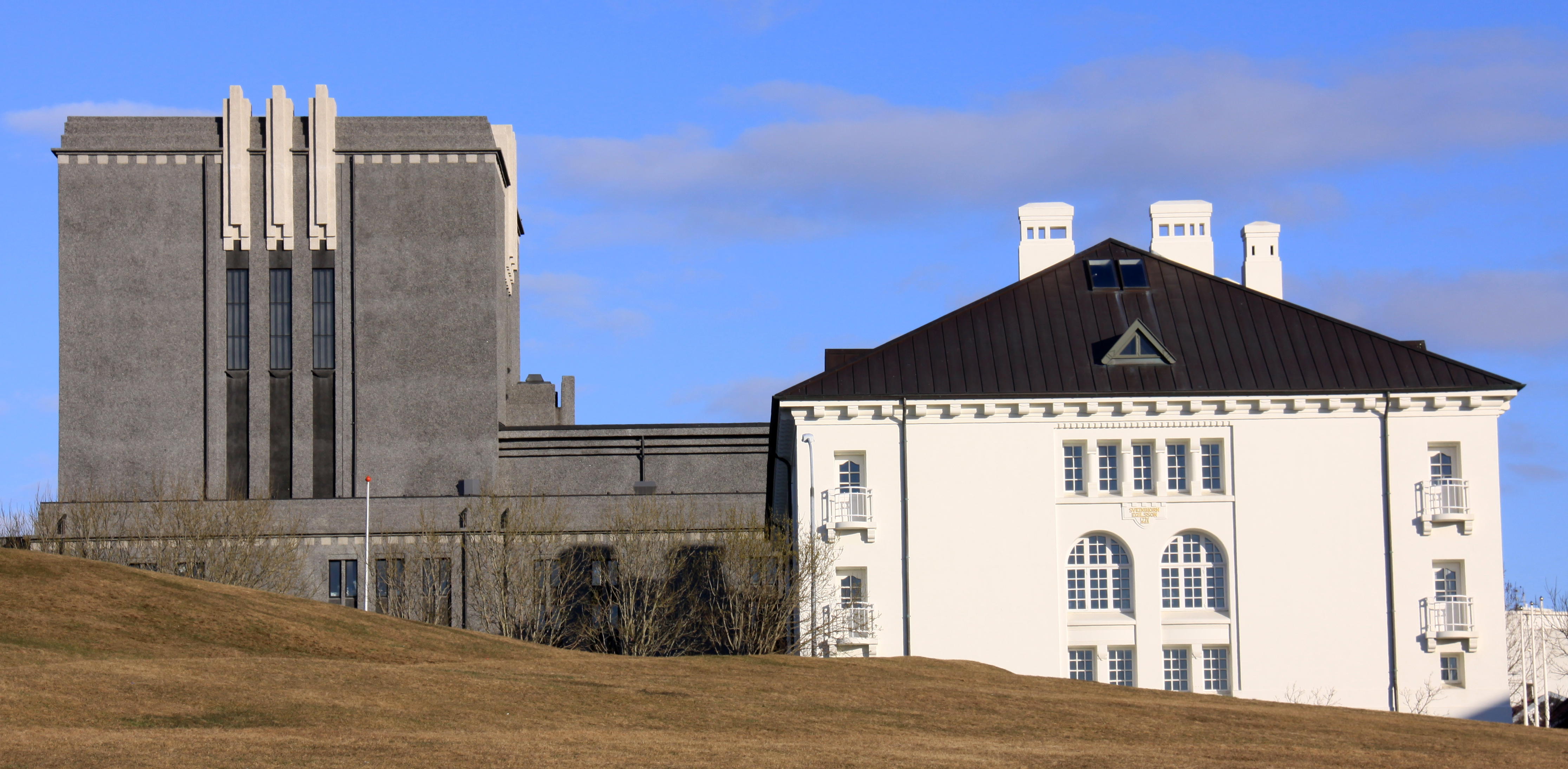
Національний театр Ісландії і стара будівля Національної бібліотеки в Рейк'явіку